# Jaroslav Novák (malíř)
Jaroslav Novák (16. února 1914 Praha – 8. března 1984 Praha) byl grafik, ilustrátor, scénograf, syn skladatele Vítězslava Nováka.

## Život
Studoval Akademii výtvarných umění v Praze v letech 1934–1939 u profesorů W. Nowaka a Otakara Nejedlého a Académie Nouvelle v Paříži u profesora Othona Friezse. Kromě krajinomalby maloval zátiší a kytice. Jako scénograf pracoval v pražském Národním divadle a brněnském divadle[ujasnit]. Jeho díla jsou zastoupena ve sbírkách Galerie hlavního města Prahy.
Byl druhým manželem malířky Ludmily Jiřincové.